# Tribus (Rom)
Die Tribus (Plural Tribūs, femininum) war eine Abteilung der Bürgerschaft in der römischen Königszeit und römischen Republik.
Jede Tribus untergliederte sich in fünf centuriae seniorum und fünf centuriae iuniorum. Jeder Vollbürger musste in einer Tribus eingeschrieben sein. Daher wurde aus den Tribus auch der Zensus gebildet sowie die Kriegssteuer (lat. tributum) erhoben.
Nach den Tribus wurden auch eine Form der Volksversammlung gegliedert (sog. comitia tributa) und die (bis auf die fehlende Beteiligung der Patrizier) damit identische Versammlung der Plebejer (concilium plebis), die nicht von einem Konsul oder Praetor, sondern von den Volkstribunen geleitet wurde (siehe auch Comitia).

## Entwicklung
Der antiken Überlieferung nach gab es zunächst drei gentilizisch organisierte Tribus (Tities, Ramnes und Luceres), die aus jeweils 10 curiae bestanden. Diese drei als tribus bezeichneten Personenverbände könnten aber auch militärische Einheiten gewesen sein, die nicht als Oberbegriff für die curiae zu verstehen sind.
Noch in der Königszeit wurde diese Einteilung durch eine räumliche Gliederung in vier städtische Tribus (sog. tribus urbanae) und anfangs 17, zuletzt 31 ländliche Tribus (tribus rusticae) abgelöst. Ursprünglich stellten sie geschlossene räumliche Gebiete dar.
- Die vier städtischen Tribus (Suburana, Palatina, Esquilina und Collina) wurden nach der römischen Überlieferung (Liv. 1,43,13) durch den König Servius Tullius eingerichtet; sie weisen geographische Namen auf.
- Die ältesten der ländlichen Tribus befanden sich im Umfeld Roms. Die unmittelbar an Rom angrenzenden Tribus tragen ebenfalls geographische Namen: Lemonia, Pollia, Pupinia, Camilia und Voltinia.
- Nach außen schließt sich ein Gürtel von Tribus an, die größtenteils nach bedeutenden gentes der frühen Republik benannt wurden (siehe Tabelle).

Die ersten 21 Tribus entstanden angeblich bis 495 v. Chr. (Liv. 2,21,7; vgl. Dionysios von Halikarnassos VII 64,6). Dieses Datum ist jedoch umstritten, da es mit der zweifelhaften Datierung der Einwanderung der gens Claudia in Verbindung steht.
Im 4. und 3. Jh. v. Chr. wurden nach und nach weitere 14 Tribus geschaffen, deren Namen wieder geographischer Natur waren. Dabei wurde offensichtlich Wert darauf gelegt, dass die ungerade Zahl der Tribus erhalten blieb, um so bei Abstimmungen in den comitia tributa Pattsituationen zu vermeiden. Die letzten beiden der insgesamt 35 Tribus wurden nach Livius 1,43,12 im Jahr 241 v. Chr. eingerichtet (Velina und Quirina).
Obwohl auch danach das römische Bürgergebiet noch erweitert wurde, wurden keine neuen Tribus mehr geschaffen. Die neu hinzugekommenen römischen Bürger wurden einer der existierenden Tribus zugewiesen. Aus der räumlichen Gliederung entstand so ein zusammengestückelter Stimm- und Verwaltungsbezirk.

## Tabelle der Tribus
Die Angaben dieser Tabelle stammen aus dem Historischen Atlas der antiken Welt.
| eingerichtet [v. Chr.] | Name                       | Kürzel      | benannt nach                           | erwähnt bei          | Lage                            |
| ---------------------- | -------------------------- | ----------- | -------------------------------------- | -------------------- | ------------------------------- |
| 6. Jh.                 | Suburana/Sucusana          | SVB/SVC     | Subura (Stadtviertel in Rom)           |                      | Stadt Rom (tribus urbana)       |
| 6. Jh.                 | Palatina                   | PAL         | Mons Palatinus                         |                      | Stadt Rom (tribus urbana)       |
| 6. Jh.                 | Esquilina                  | ESQ         | Mons Esquilinus                        |                      | Stadt Rom (tribus urbana)       |
| 6. Jh.                 | Collina                    | COL         | Collis Viminalis und Collis Quirinalis |                      | Stadt Rom (tribus urbana)       |
| 495                    | Aemilia                    | AEM         | gens Aemilia                           | Liv. 2,21,7          | Umgebung Roms                   |
| 495                    | Camilia                    | CAM         | ager Camilius                          | Liv. 2,21,7          | Umgebung Roms                   |
| 495                    | Claudia                    | CLA         | gens Claudia                           | Liv. 2,16 und 2,21,7 | Umgebung Roms                   |
| 495 oder 499 (?)       | Clustumina                 | CLV         | Oppidum Crustumerium                   | Liv. 2,21,7          | Umgebung Roms                   |
| 495                    | Cornelia                   | COR         | gens Cornelia                          | Liv. 2,21,7          | Umgebung Roms                   |
| 495                    | Fabia                      | FAB         | gens Fabia                             | Liv. 2,21,7          | Umgebung Roms                   |
| 495                    | Galeria                    | GAL         | gens Galeria                           | Liv. 2,21,7          | Umgebung Roms                   |
| 495                    | Horatia                    | HOR         | gens Horatia                           | Liv. 2,21,7          | Umgebung Roms                   |
| 495                    | Lemonia                    | LEM         | ager Lemonius                          | Liv. 2,21,7          | Umgebung Roms                   |
| 495                    | Menenia                    | MEN         | gens Menenia                           | Liv. 2,21,7          | Umgebung Roms                   |
| 495                    | Papiria                    | PAP         | gens Papiria                           | Liv. 2,21,7          | Umgebung Roms                   |
| 495                    | Pollia                     | POL         | ager Pollius                           | Liv. 2,21,7          | Umgebung Roms                   |
| 495                    | Pupinia                    | PVP         | ager Pupinius                          | Liv. 2,21,7          | Umgebung Roms                   |
| 495                    | Romilia/Romulia            | ROM         | gens Romilia/Romulia                   | Liv. 2,21,7          | Umgebung Roms                   |
| 495                    | Sergia                     | SER         | gens Sergia                            | Liv. 2,21,7          | Umgebung Roms                   |
| 495                    | Voltinia                   | VOL         | ager Voltinius                         | Liv. 2,21,7          | Umgebung Roms                   |
| 495                    | Vo(l)turia/Veturia         | VOT/VET     | gens Vo(l)turia/Veturia                | Liv. 2,21,7          | Umgebung Roms                   |
| 387                    | Arn(i)ensis                | ARN         | Aro (Fluss aus dem Lacus Sabatinus)    | Liv. 6,5,8           | Etrurien: Gebiet der Stadt Veji |
| 387                    | Sabatina                   | SAB         | Lacus Sabatinus                        | Liv. 6,5,8           | Etrurien: Gebiet der Stadt Veji |
| 387                    | Stellatina                 | STE         | Campus Stellatinus                     | Liv. 6,5,8           | Etrurien: Gebiet der Stadt Veji |
| 387                    | Tromentina                 | TROM        | Campus Tromentus                       | Liv. 6,5,8           | Etrurien: Gebiet der Stadt Veji |
| 358                    | Pomptina                   | POMP        | Urbs Pomptia / Ager Pomptinus          | Liv. 7,15,11         | Latium                          |
| 358                    | Poplilia/Poblilia/Publilia | POP/POB/PVB | Ager Poplilius                         | Liv. 7,15,11         | Latium: Gebiet der Volsci       |
| 332                    | Maecia                     | MAE         | Ad Maecium (Ort bei Lanuvium)          | Liv. 8,17,11         | Latium                          |
| 332                    | Scaptia                    | SCAP        | Urbs Scaptia                           | Liv. 8,17,11         | Latium                          |
| 318                    | Falerna                    | FAL         | Ager Falernus                          | Liv. 9,20,6          | Campania                        |
| 318                    | Oufentina                  | OVF         | Fluss Ufens                            | Liv. 9,20,6          | Latium                          |
| 299                    | Aniensis                   | ANI         | Fluss Anio                             | Liv. 10,9,14         | Latium                          |
| 299                    | Teretina                   | TERET       | Fluss Teres/Trerus                     | Liv. 10,9,14         | Campania                        |
| 241                    | Quirina                    | QVI         | (von Quirites?)                        | Liv. per. 19         | Gebiet der Sabiner um Reate     |
| 241                    | Velina                     | VEL         | Lacus Velinus (bei Reate)              | Liv. per. 19         | Adriaküste                      |